# (2986) Mrinalini
(2986) Mrinalini es un asteroide perteneciente al cinturón de asteroides, descubierto el 24 de septiembre de 1960 por Cornelis Johannes van Houten en conjunto a su esposa también astrónoma Ingrid van Houten-Groeneveld y el astrónomo Tom Gehrels desde el Observatorio del Monte Palomar, Estados Unidos.

## Designación y nombre
Designado provisionalmente como 2525 P-L. Fue nombrado Mrinalini en homenaje a la bailarina hindú "Mrinalini Sarabhai" esposa del físico hindú Vikram Sarabhai.